# Renato Dutra e Melo Emílio
Renato Dutra e Melo Emílio, född 12 maj 1955, är en brasiliansk bågskytt. Han deltog vid olympiska sommarspelen 1980, olympiska sommarspelen 1984, olympiska sommarspelen 1988 och olympiska sommarspelen 1992.